# Мотли
 Тази статия е за окръга в Тексас, САЩ.  За барбадоския политик вижте Мия Мотли.  
Окръг Мотли (на английски: Motley County) е окръг в щата Тексас, Съединени американски щати. Площта му е 2564 km², а населението – 1426 души (2000). Административен център е град Матадор.